# 南蒙羅維亞島 (加利福尼亞州)
南蒙羅維亞島（英語：South Monrovia Island）是位於美國加利福尼亞州洛杉磯縣的一個人口普查指定地區。

## 地理
南蒙羅維亞島的座標為34°07′05″N 117°59′45″W / 34.11806°N 117.99583°W，而該地最高點為海拔高度117米（即384英尺）。

## 人口
根據2010年美國人口普查的數據，南蒙羅維亞島的面積為1.419平方千米，當中陸地面積為1.419平方千米，而水域面積為0.000平方千米。當地共有人口6777人，而人口密度為每平方千米4,775人。